# Петя Тянкова
Петя Тянкова е български юрист и секретар по правни въпроси на президента Росен Плевнелиев от 2012 г., преди това е била съветник по правните въпроси на министъра на регионалното развитие и благоустройството., От май 2016 г. е заместник-министър на правосъдието във второто правителство на Бойко Борисов. В периода 2002-2012 г. е адвокат в Софийската адвокатска колегия.

## Биография
През 2000 г. завършва висшето си образование по специалността „Право“ в Университета за национално и световно стопанство, София. Има магистратура и по опазване на околната среда и устойчиво развитие от Химикотехнологичния и металургичен университет в София

## Кариера
Петя Тянкова започва професионалната си кариера след приключване на едногодишния стаж като съдебен кандидат към Софийския градски съд. От юли 2002 е адвокат, член на Софийската адвокатска колегия, а от 2009 до януари 2012 г. е съветник по правни въпроси на министъра на регионалното развитие и благоустройството. Преди да се включи в екипа на министър Плевнелиев, Тянкова е натрупала 10-годишен стаж по дела, свързани с опазване на околната среда, работила е и по казуси на Столична община за депото в Суходол и интегрираната система за управление на отпадъци. Натрупаният опит в екоправото е причина да завърши и магистърска програма „Околна среда и устойчиво развитие“ в Химикотехнологичния и металургичен университет, за да научи повече за химичните технологии, почвите, методите за пречистване на води, въздух. На 24 януари 2012 г. с указ на Президента на Република България е назначена за секретар по правни въпроси на Президента. Тя е също ротационен член на комисията за помилванията, подпомагаща вицепрезидента.

## Награди
На 16.04.2015 г. за високите си професионални постижения Петя Тянкова получава наградата на Съюза на юристите в България.